# Сторм Торгерсън
Сторм Елвин Торгерсън (на английски: Storm Elvin Thorgerson) е английски графичен дизайнер, известен с работата си за рок групи, като „Пинк Флойд“, „Тенсиси“, „Дрийм Тиътър“, „Мюз“, „Антракс“, Брус Дикинсън, „Юръп“, „Хелоуин“, „Рейнбоу“, „Скорпиънс“, „Лед Зепелин“ и други.

## Биография
Той е роден в Потърс Бар, който по това време е в Мидлсекс, а сега в Хартфордшър. Торгерсън почива на 18 април 2013 г. след няколкогодишна борба с рака.

## Кариера
| „                             | Обичам фотографията, защото това е реалната среда, за разлика от чертането, което е нереално. Харесва ми да се забърквам с реалността... да огъвам реалността. Някои от произведенията ми, молят за въпроса е истински ли са или не? | “ |
| Изкуството на Сторм Торгерсън | |   |

Торгерсън е ключов член на Британския дизайнерски колектив „Хипнозис“, специализиран в създаването на обложки за сингли и албуми. През 90-те години работи на свободна практика с Питър Кързън. Двамата основават дизайнерското студио StormStudios. Неговият екип включва още Рупърт Труман (фотограф), Финли Коун (дизайнер и илюстратор), Даниел Абът (сценограф и художник), Лий Бейкър (дизайнер и художник) и Джери Суйт (дизайнер).
Торгерсън става известен с проектите си за „Пинк Флойд“. Дизайнът му към Dark Side of the Moon е наречен една от най-великите обложки на всички времена.
Много от неговите проекти се отличават със сюрреалистични елементи. Той често мести предмети от традиционния контекст, особено в обширни пространства, за да им придаде най-неудобен външен вид, като подчертава красотата им.